# Orlova Balka, Ustînivka
Orlova Balka (în ucraineană Орлова Балка) este un sat în comuna Stepanivka din raionul Ustînivka, regiunea Kirovohrad, Ucraina.

## Demografie
Componența lingvistică a localității Orlova Balka
     Ucraineană (86,57%)
     Română (11,94%)
     Rusă (1,49%)
Conform recensământului din 2001, majoritatea populației localității Orlova Balka era vorbitoare de ucraineană (86,57%), existând în minoritate și vorbitori de română (11,94%) și rusă (1,49%).